# Tianzhou

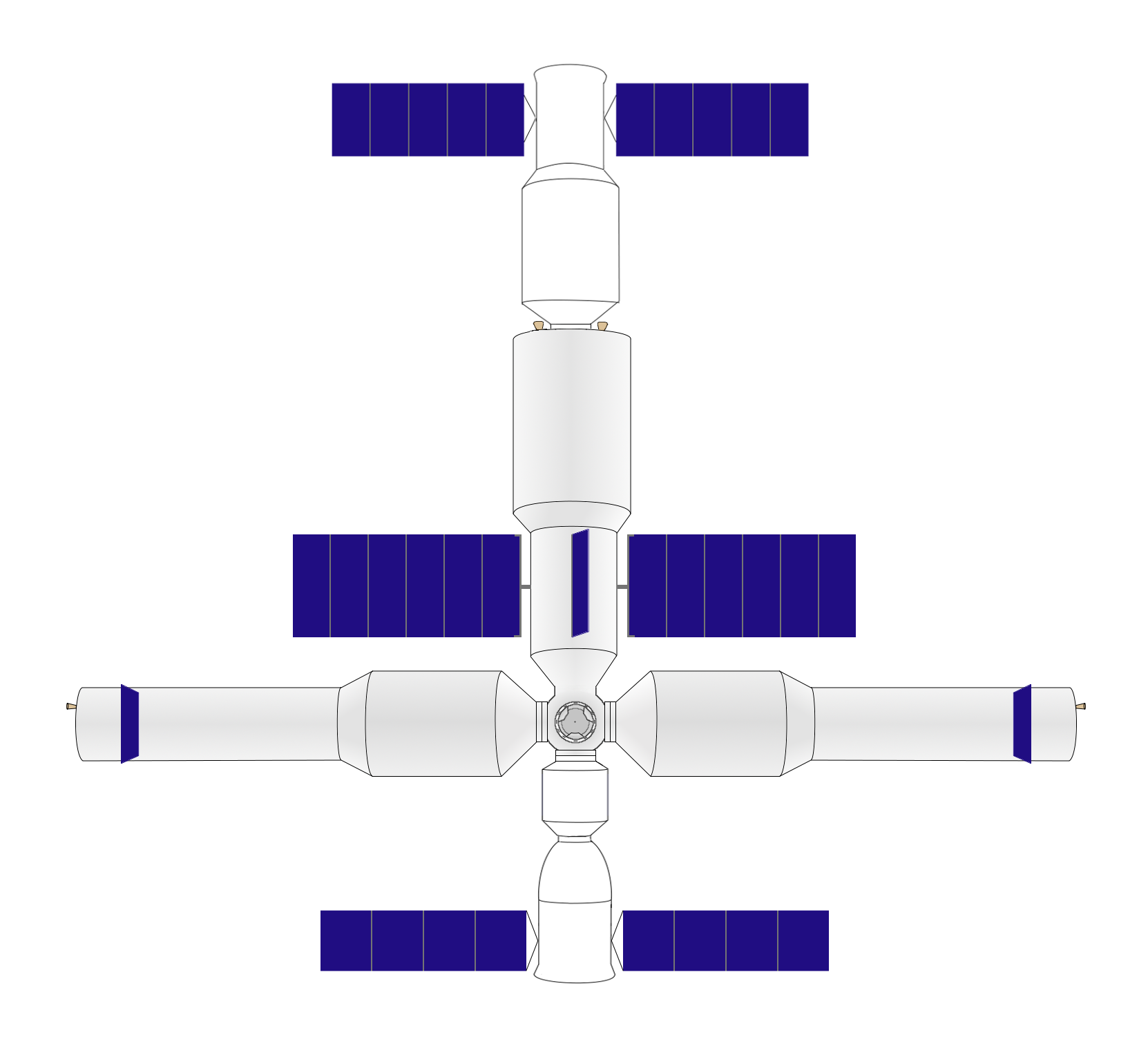
Planowana chińska stacja orbitalna. Od góry statek transportowy Tianzhou

Tianzhou (chiń. 天舟; pinyin Tiānzhōu; dosł. „Niebiański statek”) – chiński pojazd kosmiczny. Jest to automatyczny statek transportowy, oparty na konstrukcji pojazdu Tiangong-1, przeznaczony do obsługi chińskiej stacji orbitalnej.

## Konstrukcja
Od stanowiącego bazę projektową pojazdu Tiangong-1 nowy statek transportowy różni się masą – ok. 13 ton. Jest zdolny do przenoszenia ładunku o masie 6,5 tony – zarówno płynnego jak i stałego (w tym dwie tony paliwa). Lot i dokowanie do stacji odbywają się w pełni autonomicznie, z możliwością kontroli z centrum naziemnego. Po zakończeniu misji pojazd, wypełniony odpadami, zostanie zdeorbitowany i spłonie w atmosferze podobnie jak rosyjskie statki Progress. Tianzhou ma występować w trzech wersjach – w pełni hermetyzowanej, częściowo hermetyzowanej i niehermetyzowanej.

## Misje
Pierwszy start pojazdu miał miejsce 20 kwietnia 2017 – jego celem była chińska stacja kosmiczna Tiangong 2, którą wyniesiono w 2016 roku. Do wynoszenia pojazdów wykorzystywane będą rakiety Chang Zheng 7. Kontrolowana deorbitacja miała miejsce 22 września 2017 roku. Drugi, automatyczny lot odbył się w maju 2021 roku, celem była nowa stacja kosmiczna oparta na głównym module Tianhe.
| Pojazd     | Data startu                   | Miejsce startu     | Rakieta nośna | Cel        | Data dokowania                | Data deorbitacji              | Uwagi                        |
| ---------- | ----------------------------- | ------------------ | ------------- | ---------- | ----------------------------- | ----------------------------- | ---------------------------- |
| Tianzhou 1 | 20 kwietnia 2017, 11:41 (UTC) | Kosmodrom Wenchang | Chang Zheng 7 | Tiangong 2 | 22 kwietnia 2017, 04:16 (UTC) | 22 września 2017              | Dziewiczy lot konstrukcji    |
| Tianzhou 2 | 29 maja 2021, 12:56 (UTC)     | Kosmodrom Wenchang | Chang Zheng 7 | Tianhe     | 29 maja 20221, 21:01 (UTC)    | 31 marca 2022, 10:40 (UTC)    | Pierwszy lot do nowej stacji |
| Tianzhou 3 | 20 września 2021, 07:10 (UTC) | Kosmodrom Wenchang | Chang Zheng 7 | Tianhe     | 20 września 2021, 14:08 (UTC) | 27 lipca 2022                 | Misja zaopatrzeniowa         |
| Tianzhou 4 | 9 maja 2022, 17:56 (UTC)      | Kosmodrom Wenchang | Chang Zheng 7 | Tianhe     | 10 maja 2022, 00:34 (UTC)     | 9 listopada 2022              | Misja zaopatrzeniowa         |
| Tianzhou 5 | 12 listopad 2022, 02:03 (UTC) | Kosmodrom Wenchang | Chang Zheng 7 | Tianhe     | 12 listopad 2022, 04:10 (UTC) | 12 września 2023, 02:13 (UTC) | Misja zaopatrzeniowa         |
| Tianzhou 6 | 10 maj 2023, 13:22 (UTC)      | Kosmodrom Wenchang | Chang Zheng 7 | Tianhe     | 10 maja 2023, 21:16 (UTC)     | 19 stycznia 2024, 12:37 (UTC) | Misja zaopatrzeniowa         |
| Tianzhou 7 | 17 stycznia 2024, 14:27 (UTC) | Kosmodrom Wenchang | Chang Zheng 7 | Tianhe     | 17 stycznia 2024, 17:46 (UTC) |                               | Misja zaopatrzeniowa         |
| Tianzhou 8 |                               |                    |               | Tianhe     |                               |                               | Misja zaopatrzeniowa         |